# Steed Malbranque
Steed Claude Malbranque (Mouscron, Bélgica, 6 de enero de 1980) es un exfutbolista belga nacionalizado francés. Jugaba de mediocentro o interior izquierdo.
Su último club fue el FC Limonest Dardilly Saint-Didier. Anteriormente ha jugado en clubes como el Tottenham, Fulham, y Suderland, todos ellos de la Premier League.

## Trayectoria

### Lyon
Malbranque se inició en las divisiones juveniles del club francés entre los años 1995 y 1997 época donde ganó el campeonato para menores de 15, dos veces, el de 17 y el campeonato de equipos de reserva. También fue capitán de equipo sub-18 francés.
Su debut profesional se produjo el 21 de febrero de 1998 contra el Montpellier, con resultado de 1-1. En total tuvo 96 apariciones en este periodo, incluyendo 12 partidos con 2 goles por la Champions League y 7 apariciones por Copa de la UEFA.
Durante aquella época tuvo la oportunidad de sumarse al Arsenal después de un impresionante empate en Highbury y la posterior victoria 3-0 sobre el Bayern Múnich pero rechazó dicha propuesta al considerarse no estar listo para la premier league.

### Fulham
En 2001 inició su largo camino en la liga premier para el Fulham, después del pago de una suma no menor a £4.5 millones de libras.
Se desempeñó en el club londinense por 5 años, participando de 211 partidos y sumando 44 goles. Fue el goleador de la campaña 2002-03 con 13 goles, evitando el descenso del club. En dicho periodo también fue citado por la selección belga, a pesar de haber participado en las categorías juveniles, nunca lo había hecho por la selección mayor francesa, pero rechazo la propuesta con la esperanza de poder lograr dicha hazaña.
En el 2006 después de no llegar a un acuerdo por la renovación de su contrato fue puesto en la lista de tranferibles, después de mostrar intenciones de querer abandonar el club al fin de su contrato. Clubes como Reading, Middlesbrough, West Ham United, Manchester City, Everton y Newcastle United mostraron interés en ficharlo, pero en el último día de la ventana de transferencias decidió sumarse al Tottenham Hotspur, por una suma de £2 millones de libras.

### Tottenham
Malbranque realizó su debut en los hotspur casi 10 semanas posteriores a su contratación, habiendo estado imposibilitado de hacerlo antes por una lesión. El mismo fue por la copa de la liga, con victoria 3-1 sobre Port Vale.
Anotó el gol 150 del Tottenham por competiciones europeas, con su gol en la segunda parte en un partido por la Copa de la UEFA. El partido correspondió a la etapa de 16avos de final, contra el Sporting Braga, el 14 de marzo de 2007 en White Hart Line.
También formó parte del equipo titular que enfrentó y venció al Chelsea en la final de la Copa de la liga, con victoria del Tottenham por 2-1, otorgándoles así la posibilidad de jugar la Copa de la UEFA del año 2009.

### Sunderland
Malbranque siguió el camino de sus compañeros de equipo Pascal Chimbonda y Teemu Tainio en un recorte de plantel que atravesó al Tottenham de cara a la segunda parte de la temporada 2008. Firmó un contrato por 4 años el 30 de julio de 2008.

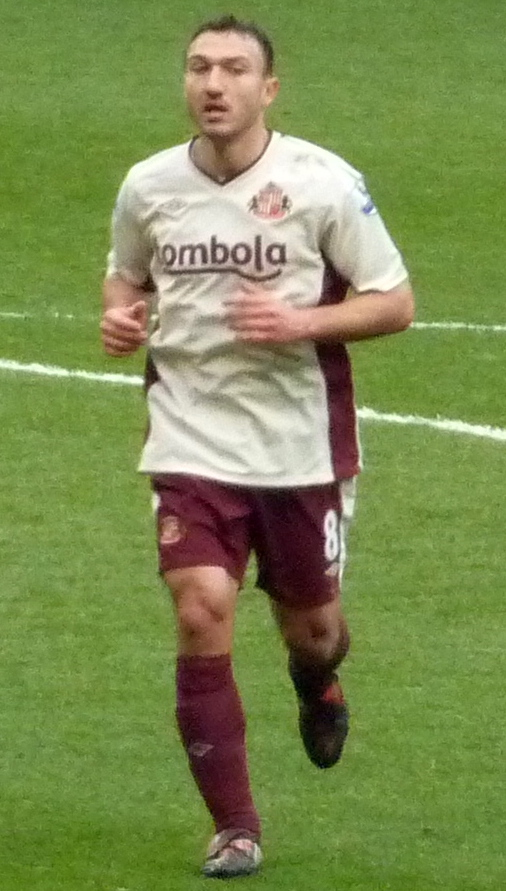
Con el Sunderland en 2011

Disputó 102 partidos anotando 2 goles.

### Saint-Étienne
El 3 de agosto de 2011 se formalizó el anuncio de que Malbranque jugaría para el Saint-Étienne en un contrato de 2 años, después de haber jugado por más de 10 años en el fútbol inglés. Después de 1 mes de contrato, circularon rumores de que el jugador había pedido finalizar su contrato para poder cuidar a su hijo enfermo de cáncer, pero eventualmente realizó declaraciones para negar dichos rumores. Malbranque dijo que los dichos no tenían fundamento, ya que no tenía hijos y su familia se encontraba en perfecta salud. No sabía el origen de estos dichos, pero quería negarlos.
Al día siguiente, el club informó que su contrato había sido rescindido en mutuo acuerdo

### Lyon

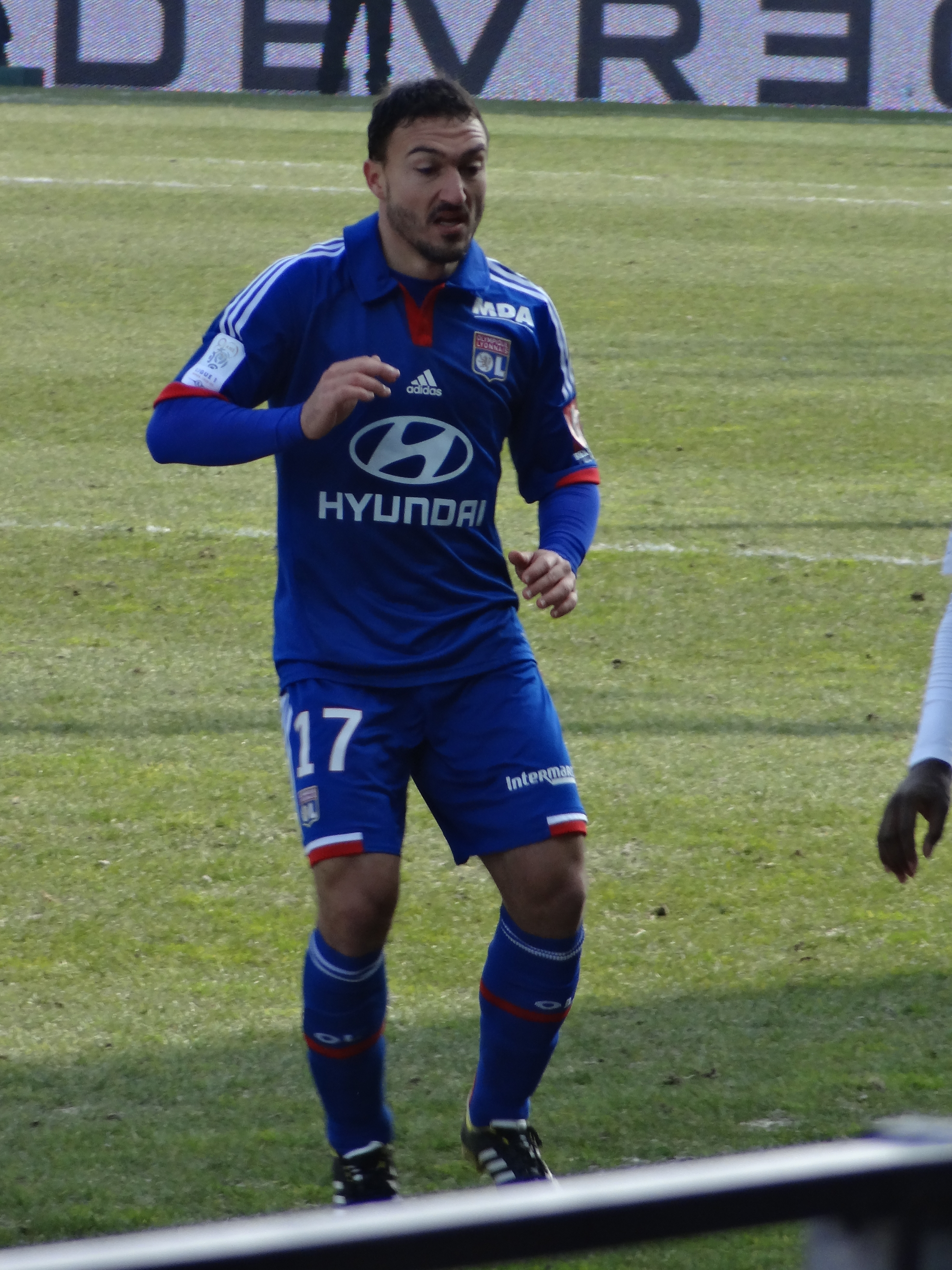
Con el Lyon en 2013, jugando la Ligue 1

El 2 de agosto de 2012 el club confirmó que después de un periodo de prueba, había concedido a Steed un contrato de tiempo completo. El 25 de agosto de 2012 Malbranque firmó un contrato por 1 año con Lyon.

## Selección nacional
Ha sido internacional con la selección de fútbol sub-21 de Francia.
Además, en el año 2004 fue citado para jugar con la selección absoluta, pero no logró concretar ninguna aparición.

## Clubes
| Club                     | País       | Año       |
| ------------------------ | ---------- | --------- |
| Olympique Lyonnais       | Francia    | 1997-2001 |
| Fulham                   | Inglaterra | 2001-2006 |
| Tottenham Hotspur        | Inglaterra | 2006-2008 |
| Sunderland               | Inglaterra | 2008-2011 |
| Saint-Étienne            | Francia    | 2011      |
| Olympique Lyonnais       | Francia    | 2012-2016 |
| Caen                     | Francia    | 2016-2017 |
| Monts d'Or Azergues Foot | Francia    | 2017-2019 |
| FC Limonest              | Francia    | 2020-2021 |

## Palmarés

### Campeonatos nacionales
| Título                   | Club               | País       | Año  |
| ------------------------ | ------------------ | ---------- | ---- |
| Copa de la Liga francesa | Olympique Lyonnais | Francia    | 2001 |
| Copa de la Liga inglesa  | Tottenham Hotspur  | Inglaterra | 2008 |

### Campeonatos internacionales
| Título         | Club   | Sede       | Año  |
| -------------- | ------ | ---------- | ---- |
| Copa Intertoto | Fulham | Inglaterra | 2002 |